# Astragalus bethlehemiticus
Astragalus bethlehemiticus är en ärtväxtart som beskrevs av Pierre Edmond Boissier. Astragalus bethlehemiticus ingår i släktet vedlar, och familjen ärtväxter. Inga underarter finns listade i Catalogue of Life.